# Gompon van Krakau
Gompo(n) van Krakau of Goppo (overleden in 1016) wordt in de vroegst bekende uitgave van de Katalogu biskupów krakowskich uit 1266 vermeld als de tweede bisschop van Krakau. Sommige historici denken dat Gompon en zijn voorganger Poppon één en dezelfde persoon zijn.